# 马卡雷纳门

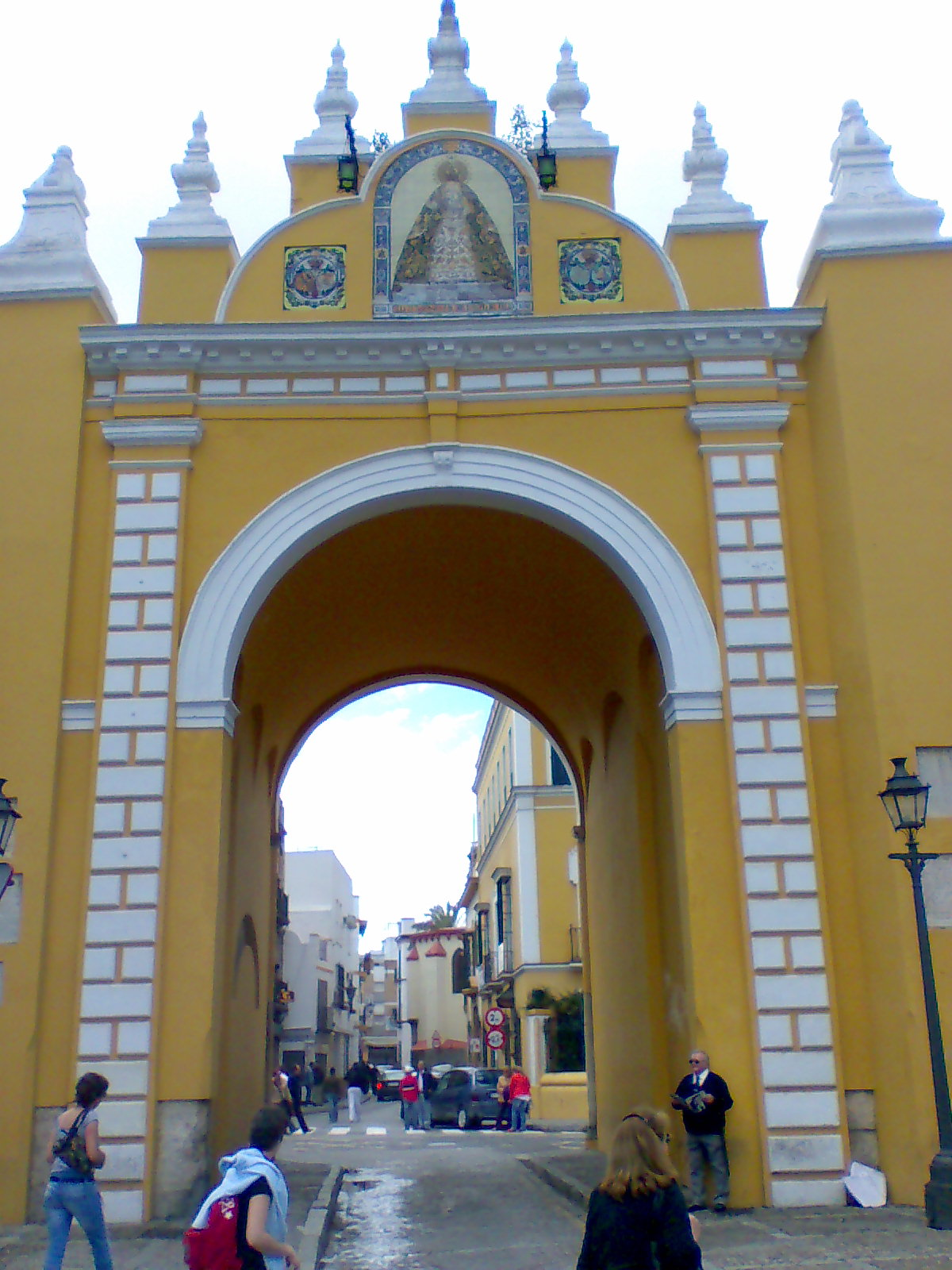

马卡雷纳门（Puerta de la Macarena）是塞维利亚城墙残存的少数城门之一，位于塞维利亚马卡雷纳区的Resolana街，马卡雷纳圣殿的前方。